# Bernis
Bernis is een gemeente in het Franse departement Gard (regio Occitanie). De plaats maakt deel uit van het arrondissement Nîmes. Bernis telde op 1 januari 2022 3.341 inwoners.

## Geografie
De oppervlakte van Bernis bedroeg op 1 januari 2022 12,8 vierkante kilometer; de bevolkingsdichtheid was toen 261 inwoners per km².

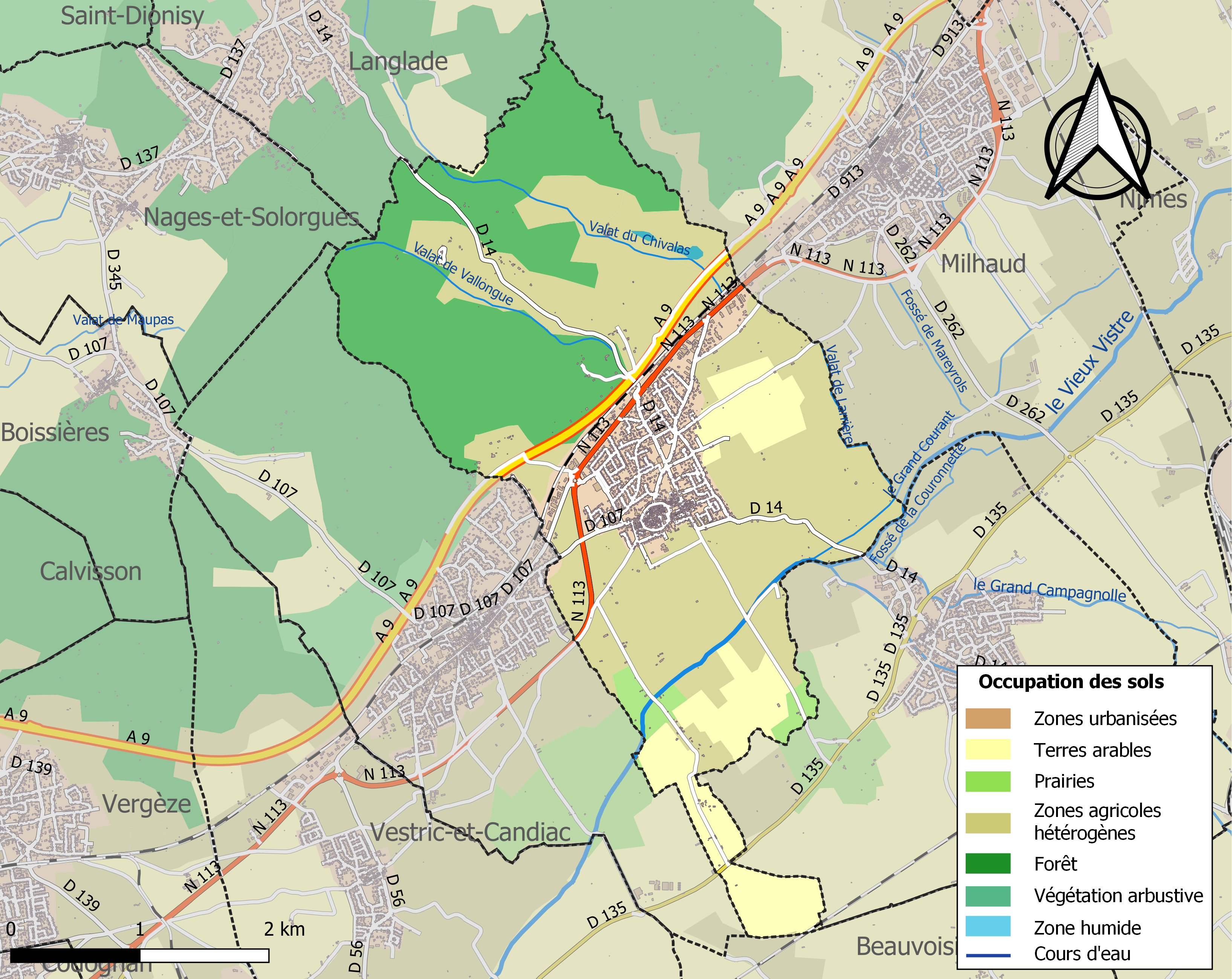
Kaart van de gemeente met belangrijkste infrastructuur, bodemgebruik en omliggende gemeenten

## Demografie
Onderstaande figuur toont het verloop van het inwonertal (bron: INSEE-tellingen).